# 香港2007年度授勳及嘉獎名單
香港2007年授勳名單，2007年7月1日於憲報刊登，共有286人授勳及嘉獎，這是香港回歸以來第10份全面的授勳名單。授勳典禮於10月27日在禮賓府舉行。

## 授勳及嘉獎名單

### 大紫荊勳章
- 范徐麗泰議員，大紫荊勳賢，GBS，JP
- 許仕仁議員，大紫荊勳賢，GBS，JP[註 1]
- 李國寶議員，大紫荊勳賢，GBS，JP
- 李兆基博士，大紫荊勳賢

### 金紫荊星章
- 張建宗議員，GBS，JP
- 梁劉柔芬議員，GBS，JP
- 覺光法師，GBS
- 何世柱先生，GBS，JP
- 楊孫西博士，GBS，JP
- 何志平醫生，GBS，JP
- 廖秀冬博士，GBS，JP
- 李明逵先生，GBS
- 鄺廣傑大主教，GBS

### 金英勇勳章
- 黃家熙先生，MBG（追授）
- 錢國明先生，MBG

### 銀紫荊星章
- 陳家強議員，SBS，JP
- 陳婉嫻議員，SBS，JP
- 單仲偕議員，SBS，JP[註 2]
- 黃容根議員，SBS，JP
- 石禮謙議員，SBS，JP
- 張宇人議員，SBS，JP
- 鄧兆棠醫生，SBS，JP
- 黃紹倫教授，SBS，JP
- 王英偉先生，SBS，JP
- 紀文鳳女士，SBS，JP
- 韋玉儀女士，SBS，JP
- 馬豪輝先生，SBS，JP
- 梁永立先生，SBS，JP
- 郭炳江先生，SBS，JP[註 3]
- 陳志輝教授，SBS，JP
- 彭贊榮先生，SBS，JP
- 費斐女士，SBS，JP
- 馮志強先生，SBS，JP
- 鄭維新先生，SBS，JP
- 黎仕海先生，SBS，JP
- 黎定基先生，SBS，JP（Mr. Anthony John Liddell NIGHTINGALE, S.B.S., J.P.）
- 彭詢元先生，SBS，CSDSM
- 區義國先生，SBS（Mr. Robert Charles ALLCOCK, S.B.S.）
- 嘉柏倫先生，SBS（Mr. Neil KAPLAN, S.B.S.）
- 蔣任宏先生，SBS

### 銀英勇勳章
- 陳志培機長，MBS，GMSM
- 胡偉雄機長，MBS
- 陳兆基先生，MBS
- 翟海亮先生，MBS
- 李旭華先生，MBS
- 李國明先生，MBS

### 紀律部隊及廉政公署卓越獎章
香港警察卓越獎章
- 古樹鴻先生，PDSM
- 曾偉雄先生，PDSM
- 鄧厚昇先生，PDSM
- 盧奕基先生，PDSM

香港消防事務卓越獎章
- 周榮德先生，FSDSM

香港入境事務卓越獎章
- 趙偉佳先生，IDSM

香港懲教事務卓越獎章
- 單日堅先生，CSDSM

香港廉政公署卓越獎章
- 李寶蘭女士，IDS

### 銅紫荊星章
- 蔡冠深博士，BBS，JP
- 陳特楚先生，BBS，MH，JP
- 李耀斌先生，BBS，MH，JP
- 陳小玲女士，BBS，MH，JP
- 余嘯天先生，BBS，JP
- 李振強先生，BBS，JP
- 李慧賢女士，BBS，JP
- 狄志遠先生，BBS，JP
- 林國昌先生，BBS，JP
- 陳子政先生，BBS，JP
- 陳鎮仁先生，BBS，JP
- 麥建華博士，BBS，JP
- 黃啟民先生，BBS，JP
- 溫嘉旋先生，BBS，JP
- 劉惠靈牧師，BBS，JP
- 盧瑞安先生，BBS，JP
- 譚權壯先生，BBS，JP
- 簡志豪先生，BBS，MH
- 成元興先生，BBS，MH
- 凌劉月芬女士，BBS，MH
- 梁英標先生，BBS，MH
- 高譚根先生，BBS
- 王錦輝先生，BBS，MH
- 余潤興先生，BBS，MH
- 黃金寶先生，BBS，MH
- 楊貫一先生，BBS，MH
- 王仁曼女士，BBS
- 王祖耀醫生，BBS
- 王無邪先生，BBS
- 孟顧迪安女士，BBS
- 林喜松先生，BBS
- 馬羅道韞女士，BBS
- 張明波先生，BBS
- 陳早標先生，BBS
- 陳復禮先生，BBS
- 陳智才先生，BBS
- 陳爵先生，BBS
- 彭國林先生，BBS
- 曾健和先生，BBS
- 黃信生先生，BBS
- 黃富榮先生，BBS
- 楊健明教授，BBS
- 劉金國先生，BBS
- 蔡梁婉薇女士，BBS
- 謝俊興先生，BBS
- 譚沛渲先生，BBS

### 銅英勇勳章
- 李健祥先生，MBB
- 鄭家華先生，MBB
- 吳蔚昌先生，MBB
- 李振池機長，MBB
- 李國良先生，MBB
- 林德勤機長，MBB
- 林龍坤先生，MBB
- 袁耀強機長，MBB
- 梁敏超機長，MBB
- 黃耀康機長，MBB

### 紀律部隊及廉政公署榮譽獎章
香港警察榮譽獎章
- 古寶生先生，PMSM（Mr. Nicholas Burke CUTHBERTSON, P.M.S.M.）
- 布士端先生，PMSM（Mr. Mark BUXTON, P.M.S.M.）
- 朱分永先生，PMSM
- 李伯樂先生，PMSM（Mr. John Paul RIBEIRO, P.M.S.M.）
- 李標元先生，PMSM
- 姚仰龍先生，PMSM
- 范錫明先生，PMSM
- 梁賦先生，PMSM
- 郭慶祥先生，PMSM
- 陳文輝先生，PMSM
- 陳均成先生，PMSM
- 陳金海先生，PMSM
- 陳寶潤先生，PMSM
- 陶志強先生，PMSM
- 賀明思先生，PMSM（Mr. Danny James HOLMES, P.M.S.M.）
- 黃培昌先生，PMSM
- 趙木生先生，PMSM
- 趙錦輝先生，PMSM
- 劉壹鵬先生，PMSM
- 蔡育群先生，PMSM
- 鄭慕絲女士，PMSM
- 鍾雄峰先生，PMSM
- 鄺繼榮先生，PMSM
- 寶勤先生，PMSM（Mr. Peter Kong Sum BACON, P.M.S.M.）

香港消防事務榮譽獎章
- 李洪森先生，FSMSM
- 姚允祥先生，FSMSM
- 張錦棠先生，FSMSM
- 梁志強先生，FSMSM
- 馮兆權先生，FSMSM
- 黃少輝先生，FSMSM
- 劉敏明先生，FSMSM

香港入境事務榮譽獎章
- 吳鳳筠女士，IMSM
- 周根華先生，IMSM
- 麥建明先生，IMSM
- 鄧潤開先生，IMSM
- 蘇建邦先生，IMSM

香港海關榮譽獎章
- 張國富先生，CMSM
- 廖長成先生，CMSM
- 潘劍紅先生，CMSM
- 鄭仲傑先生，CMSM

香港懲教事務榮譽獎章
- 王鏞盛先生，CSMSM
- 梁嘉玲女士，CSMSM
- 曾松標先生，CSMSM
- 廖仲成先生，CSMSM

政府飛行服務隊榮譽獎章
- 夏康發先生，GMSM

香港廉政公署榮譽獎章
- 胡達新先生，IMS
- 鍾紀英先生，IMS

### 榮譽勳章
- 吳宏斌先生，MH
- 麥鄧碧儀女士，MH，JP
- 余麗芬女士，MH
- 陶錫源先生，MH
- 史立德先生，MH
- 甘乃威先生，MH
- 何大偉先生，MH
- 李月民先生，MH
- 林康華先生，MH
- 凌文海先生，MH
- 曾淵滄博士，MH
- 程張迎先生，MH
- 趙承基先生，MH
- 于立光先生，MH
- 王晨女士，MH
- 王惠棋先生，MH
- 伍澤連先生，MH
- 朱達誠先生，MH
- 何仲平醫生，MH
- 何淑雲女士，MH
- 吳杏冰女士，MH
- 汪長智先生，MH
- 周德煒先生，MH
- 易嘉濂博士，MH
- 林建華博士，MH
- 林業強教授，MH
- 邱殷洪先生，MH
- 冼啟明先生，MH
- 張心瑜女士，MH
- 張敬煒先生，MH
- 陳光輝先生，MH
- 陳敬然先生，MH
- 陳漢樑先生，MH
- 陳潤韜先生，MH
- 陳蔭楠先生，MH
- 陳韜文教授，MH
- 陸超恩先生，MH
- 彭敬慈博士，MH
- 馮堅礎先生，MH
- 黃冠文先生，MH
- 黃雅各先生，MH
- 黃肇寧女士，MH
- 楊建林先生，MH
- 楊幗華女士，MH
- 葉日光先生，MH
- 葛師科先生，MH
- 鄒揚敦先生，MH
- 廖東梅女士，MH
- 潘淑嫻女士，MH
- 鄭文聰先生，MH
- 鄭作民先生，MH
- 鄭輝南先生，MH
- 鄧德濂博士，MH
- 黎黃婉莉女士，MH
- 盧劍洪先生，MH
- 鍾耀祖先生，MH
- 顏振雄先生，MH
- 羅貴冲先生，MH
- 蘇廸基先生，MH（Mr. Philip SODEN, M.H.）
- 蘇耀存先生，MH

### 行政長官社區服務獎狀
- 梁永權先生
- 江鳳儀女士
- 林家輝先生
- 張妙嫦女士
- 陳文華先生
- 盧健明先生
- 王廣漢先生
- 甘艷梅女士
- 何百昌醫生
- 何智豪先生
- 余妙雲女士
- 李仕浣先生
- 李和聲先生
- 李致和先生
- 李誠權先生
- 阮小玲女士
- 周沅凝女士
- 帖雅娜女士
- 邱榮光博士
- 施露茜女士
- 范珮珊女士
- 張志偉先生
- 張瑞女士
- 張路路女士
- 梁永義先生
- 梁美莉教授
- 梁華勝先生
- 梅卓燕女士
- 莫素鳳女士
- 許秀雄先生
- 郭帶福先生
- 陳江華先生
- 陳秩龍先生
- 陳業文先生
- 陳慧琪女士
- 曾思敏女士
- 黃鳳梅女士
- 黃賜巨先生
- 黑志宏先生
- 葉姵延女士
- 葉智榮先生
- 廖啟明醫生
- 歐栢青先生
- 鄭家豪先生
- 鄧淑文女士
- 關蕙芳女士
- Mr. Muhammed Javed SHAHAB

### 行政長官公共服務獎狀
- 黃騰堅先生
- 尹錦祥先生
- 王浩文機長
- 伍添鴻先生
- 老興權先生
- 吳計雄先生
- 吳偉健先生
- 李長楨先生
- 李炯榮先生
- 張幸榮先生
- 陳炳光先生
- 陳淑端女士
- 陳嘉章先生
- 陳錦生先生
- 陸發星先生
- 麥紹培先生
- 黃廼釗先生
- 溫孔祥先生
- 趙淑芬女士
- 鄺志淇先生
- 關傑華機長